# 교황 펠릭스 1세
교황 펠릭스 1세(라틴어: Felix I, 이탈리아어: Felice I)는 제26대 교황(재위: 269년 1월 5일 - 274년 12월 30일)이다. 사후 성인으로 시성되었으며, 축일은 5월 30일이다.

## 생애와 활동
펠릭스 1세는 로마 태생으로 268년 12월 26일 교황 디오니시오가 선종하자 269년 1월 5일 그 뒤를 이를 새 교황으로 선출되었다.
펠릭스 1세는 그리스도의 신성과 인성의 일치에 대한 교리서를 저술하였다. 그는 안티오키아 주교회의와 정통 신앙을 가진 돔노스에 의해 이단으로 고소당해 안티오키아 주교직을 상실한 반(反)삼위일체론자인 사모사타의 바울로와의 신학 분쟁에서 아우렐리아누스 황제의 도움을 받았다. 바울로는 주교직에서 물러나라는 요구를 거부하였으며, 272년 아우렐리아누스 황제에게 자신과 돔노스 중 양자택일할 것을 요청하였다. 이에 아우렐리아누스 황제는 바울로에게 ‘로마의 주교(펠릭스 1세를 가리킴)와 이탈리아의 주교들에게 인정받은’ 주교, 즉 돔노스에게 교회 소유권을 넘기라고 지시하였다.
이 서신은 훗날 아폴리나리스의 추종자가 자신들의 이익에 맞게 내용을 덧붙였다.
《교황 연대표》에는 펠릭스 1세가 순교자들의 무덤에서 미사를 봉헌해야 한다는 법령을 제정했다고 나온다. 《교황 연대표》는 카타콤바 위에 세워진 바실리카에서 장엄 미사가 거행되는 동안 카타콤바 지하에서 순교자들의 무덤 위나 근처에 있는 제대에서 개인적으로 미사를 봉헌하는 관습을 있었음을 분명하게 암시하고 있다. 14세기 말부터 본격적으로 시작되어 오늘까지 이어지고 있는 이 관습은 분명히 로마에 거대한 공동묘지 바실리카가 지어지기 시작하면서 생겨난 것으로 추정된다. 그 기원은 3세기 순교자들의 장례 기일에 그들의 무덤에서 봉헌한 장엄한 기념 미사로까지 거슬러 올라간다. 실제로 펠릭스 1세가 그러한 법령을 제정하지는 않았을 것으로 추정되지만, 《교황 연대표》의 저자는 실제로 있었던 역사적 사건으로 기록하였다. 아마도 펠릭스 1세 시대 때부터 이러한 관습이 생겨났으며, 펠릭스 1세 역시 그러한 관습에서 벗어나지 않았기 때문이었을 것으로 보인다.

## 죽음과 공경
에페소 공의회 행전은 펠릭스 1세를 순교자라고 기록하고 있다. 그러나 《교황 연대표》에도 다시 나오는 그러한 상세한 내용은 그 이전의 어떤 실제 초기 문헌이나 자료 등을 통해서 입증되지 않기 때문에, 실제로는 동명이인을 혼동했을 가능성이 확실하다. 《교황 연대표》에서 주목해야 할 요소는 펠릭스 1세가 아우렐리아 가도에 바실리카식 성당을 세웠다는 구절이다. 또한, 펠릭스 1세가 선종한 후 그곳에 시신이 안장되었다고 기록되어 있다. 그러나 이는 명백한 오류사항이다. 왜냐하면 4세기 로마 전례력에는 펠릭스 1세가 사후 아피아 가도에 있는 갈리스토 카타콤바에 안장되었다고 기록되어 있기 때문이다. 교황의 순교와 관련된 교황 연대표의 기록은 명백히 아우렐리아 가도에 묻힌 후 그 무덤 위에 성당이 세워진 동명이인인 로마인 순교자와 혼동한 것이 명백하다. 앞서 언급한 로마 전례력에 펠릭스라는 이름의 성인은 교황 목록에만 나오며, 순교자 목록에는 기재되어 있지 않다.

## 같이 보기
- 교황 목록